# Целом
Целом (секундарна телесна дупља) се развија у току ембрионалног развића у мезодерму, као потпуно нов простор; није остатак бластоцела као псеудоцелом. Обавијен је мезодермалним епителом – перитонеумом. Целом је испуњен течношћу, али у њему, за разлику од псеудоцелома, нема органа. Целомска течност не долази у додир ни са телесним зидом ни са цревом јер је од њих одвојена перитонеумом.
На перитонеуму се разликују два слоја : 
- паријетални, спољашњи слој окренут ка епидермису и
- висцерални, унутрашњи слој окренут према цреву.

Ова два слоја се сустичу на дорзалној и вентралној страни образујући дорзалну и вентралну мезентеру. Кроз ове мезентере пролазе крвни судови, мишићи и др.

## Начини постанка целома
Целом постаје углавном на два начина: 
- шизоцелно а сам целом је шизоцелом и
- ентероцелно, а целом је гастроцелом.

Шизоцелно настајање целома јавља се код: мекушаца, прстенастих црва и зглавкара. Ентроцелно настајење целома јавља се код бодљокожаца и хордата.
При шизоцелном начину долази до размицања ћелија мезодерма, а при ентероцелном целом настаје као избочина црева.

## Значај и улоге целома
Појава целома условила је многе погодности и преимућства, као што су побољшање метаболизма, боља покретљивост и тиме прилагођавање различитим условима спољашње средине, које су довеле до развоја великог броја све сложенијих типова животиња.
Улоге целома су :
- целомска течност се користи, код мање сложених целомата, као примарни транспортни систем; код тих целомата перитонеум има трепље, чијим радом се помаже циркулација целомске течности; код сложенијих целомата развијен је крвни систем као основни транспортни систем;
- од целома полазе полазе канали који га повезују са спољашњом средином; ти канали су метанефридије и канали за избацивање полних ћелија; метанефридије су цеви отворене на оба краја, по чему се разликују од протонефридија;
- у целому се, код простијих целомата, врши дозревање полних ћелија ; код неких, као што су нпр. морски краставци (бодљокошци), се чак и оплођење врши у целому;
- целомска течност је под сталним притиском тако да телу даје чврстину и помаже при кретању, односно представља неку врсту хидрауличног скелета.